# Cernavodă
Cernavodă (pronuncia rumena [ˈʧerna ˈvodə], in latino Axiopolis, in greco antico: Ἀξιούπολις?, Axiúpolis, in turco Boğazköy) è una città della parte occidentale della distretto di Costanza, in Dobrugia, Romania. Ha una popolazione di 18 915 abitanti. È situata a 59 km dalla città di Costanza. La località ha una posizione privilegiata per la sua posizione sull'argine destro del braccio del "vecchio Danubio", nel punto di contatto con il Danubio. In Romania è considerato un nodo di trasporto di interesse nazionale, incrociandosi qui linee di trasporto stradale, fluviale e ferroviario. La città ha un porto sul Danubio, nelle cui vicinanze si trova la centrale nucleare di Cernavodă, unica centrale di questo tipo (CANDU) in Romania.

## Etimologia
Una leggenda narra che la città sia stata ricostruita dal leggendario signore valacco Negru Vodă, da cui deriverebbe il suo nome cerna (cernîi) che nelle lingue slave significa nero. Un'altra versione, più accreditata dai linguisti, è che il nome derivi direttamente dal bulgaro черна вода (černa voda) che ha il significato di "acqua nera". Questo si può anche correlare con il nome del vicino torrente Carasu, che in lingua turca ha lo stesso significato di "acqua nera". Potrebbe anche essere un calco del tracico Axíopa, (da *n.ksei, "scuro" e upā, "acqua").

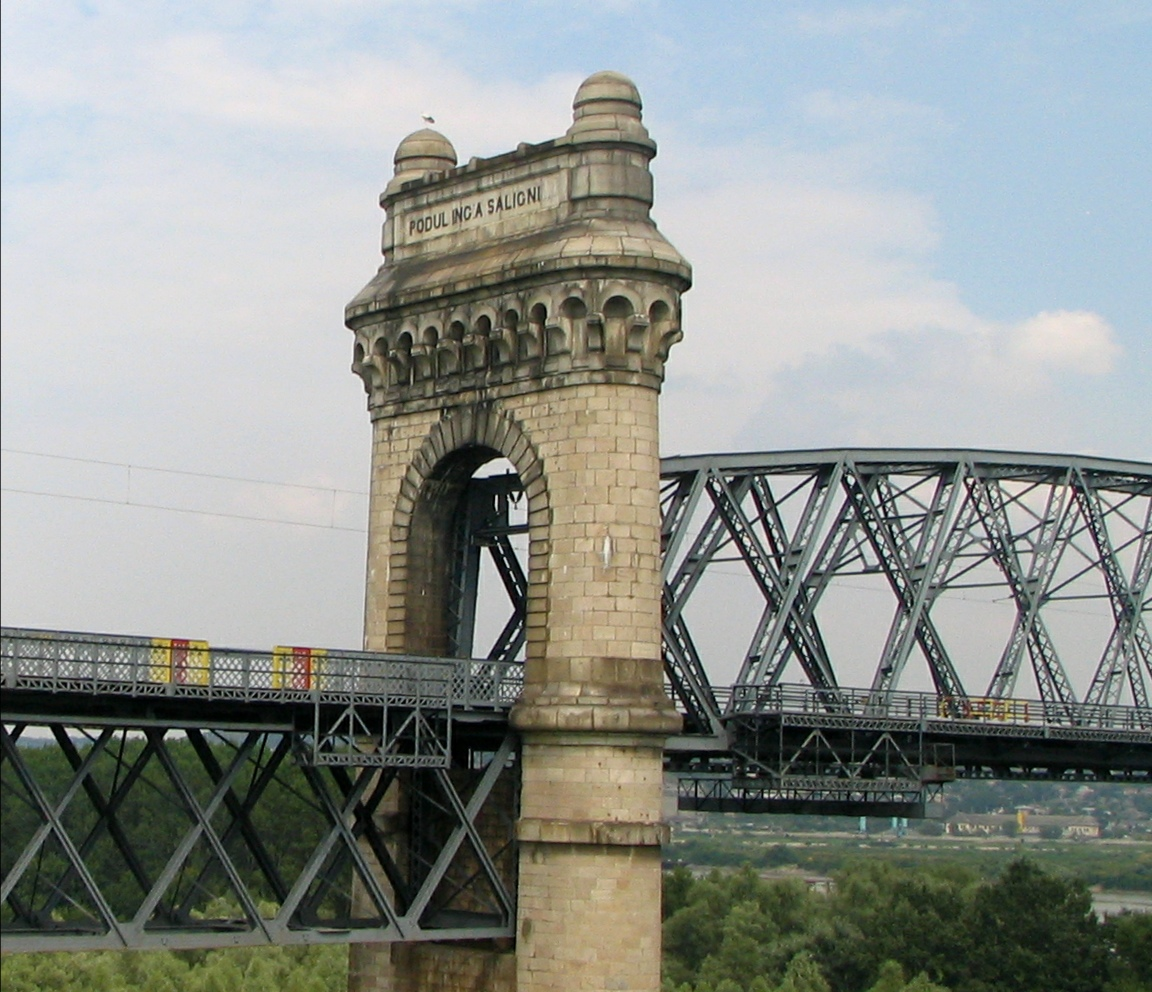
Ponte Anghel Saligny (già Ponte Carol I)

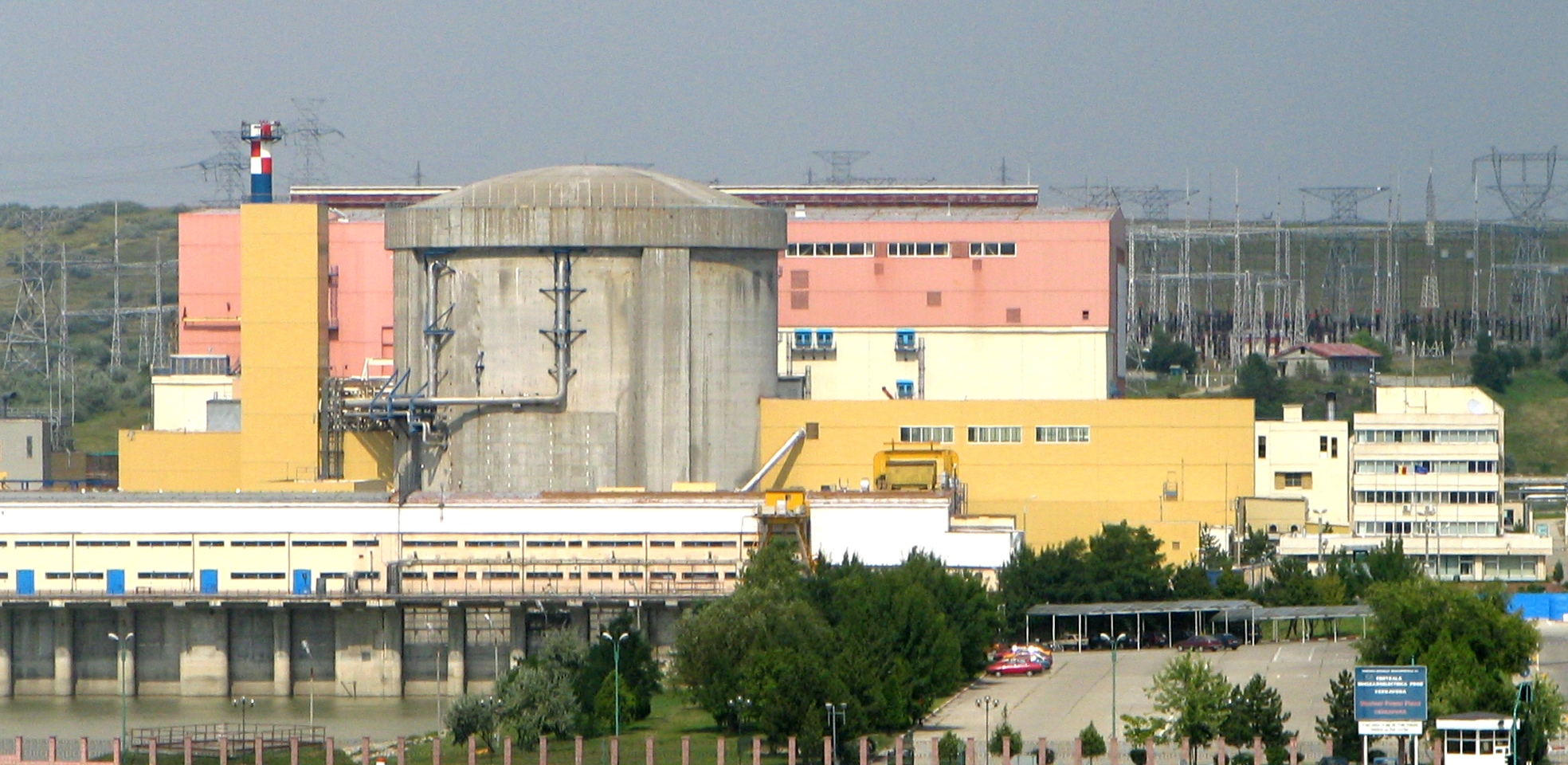
La centrale nucleare

## Storia

### Preistoria
Le prime scoperte appartengono alla cultura di Cernavodă (periodo neolitico) – diverse abitazioni e una necropoli (circa 400 tombe). Nel 1945 sono state scoperte le statue del "pensatore di Hamangia", accanto alla sua compagna datate nella seconda metà del V millennio – inizio del IV millennio a.C.

### Antichità
La città fu fondata da coloni greci con il nome di Assiupoli nel IV secolo a.C. come punto di commercio con i Daci. In seguito, nel I secolo d.C., fu ricostruita dai Romani, condotti da Costantino I, che vi costruì una cittadella. Oggi le rovine della cittadella sono un punto di attrazione turistica sul Danubio.

### Medioevo
Nel 1389 Mircea I cel Bătrân (Mircea il Vecchio) annesse la Dobrugia, inclusa Cernavodă, alla Valacchia, ma questa entrò sotto il controllo dell'Impero ottomano nel 1420. Per oltre quattro secoli la città porterà il nome di Boğazköy, essendo in questo periodo un piccolo villaggio.

### Dopo il Congresso di Berlino (1878)
In seguito alla Guerra di indipendenza rumena e al Congresso di Berlino, Cernavodă tornò sotto il Regno di Romania. Al termine del 1878, la località ottenne il rango di capoluogo della provincia Silistra Nouă. L'integrazione della Dobrugia nel Regno di Romania aumentò l'importanza della città di Cernavodă, poiché la Dobrugia assicurava lo sbocco sul mare per lo stato romeno. Per questo si costrui il ponte di per assicurare collegamenti ferroviari diretti con il resto del Paese, mentre la città divenne un importante luogo di transito sulla strada per Costanza, che diverrà a sua volta il principale porto sul Mar Nero.

## Architettura industriale
- Tra il 1890 e il 1895, l'ingegnere Anghel Saligny costruì qui un ponte sul Danubio e sul braccio del Danubio, Borcea. Il ponte Re Carol I, (rinominato successivamente Ponte Anghel Saligny), con una lunghezza totale di 4087,95 m fu a quel tempo il più lungo complesso di ponti d'Europa.

Molti lavoratori Italiani contribuirono alla costruzione del ponte, soprattutto friulani, in quanto seri e forti lavoratori.
Data la distanza tra il cantiere ed il paese importante più vicino, detti lavoratori raggiungevano il paese solo ogni due settimane, a piedi, quando dovevano depositare o spedire i soldi del salario per il lavoro al cantiere, cercando di proteggersi a vicenda per evitare rapine durante il viaggio.